# Supercoppa Sammarinese 2014
La Supercoppa Sammarinese 2014 è stata la 29ª edizione di tale competizione, ma la 3ª disputata con questa denominazione. Vi hanno preso parte la vincitrice del Campionato Sammarinese 2013-2014 e quella della Coppa Titano 2013-2014, e si è conclusa con la vittoria della Libertas, al suo primo titolo.

## Tabellino
| Arbitro: | Casanova |

|                                 |                      |                                      |
| Bollini 6’ Petráš 86’ Selva 96’ | Marcatori            | 67’ Rossi 70’ Rocchetti 113’ Morelli |
|                                 | Tiri di rigore 7 – 8 |                                      |